# Derviçan

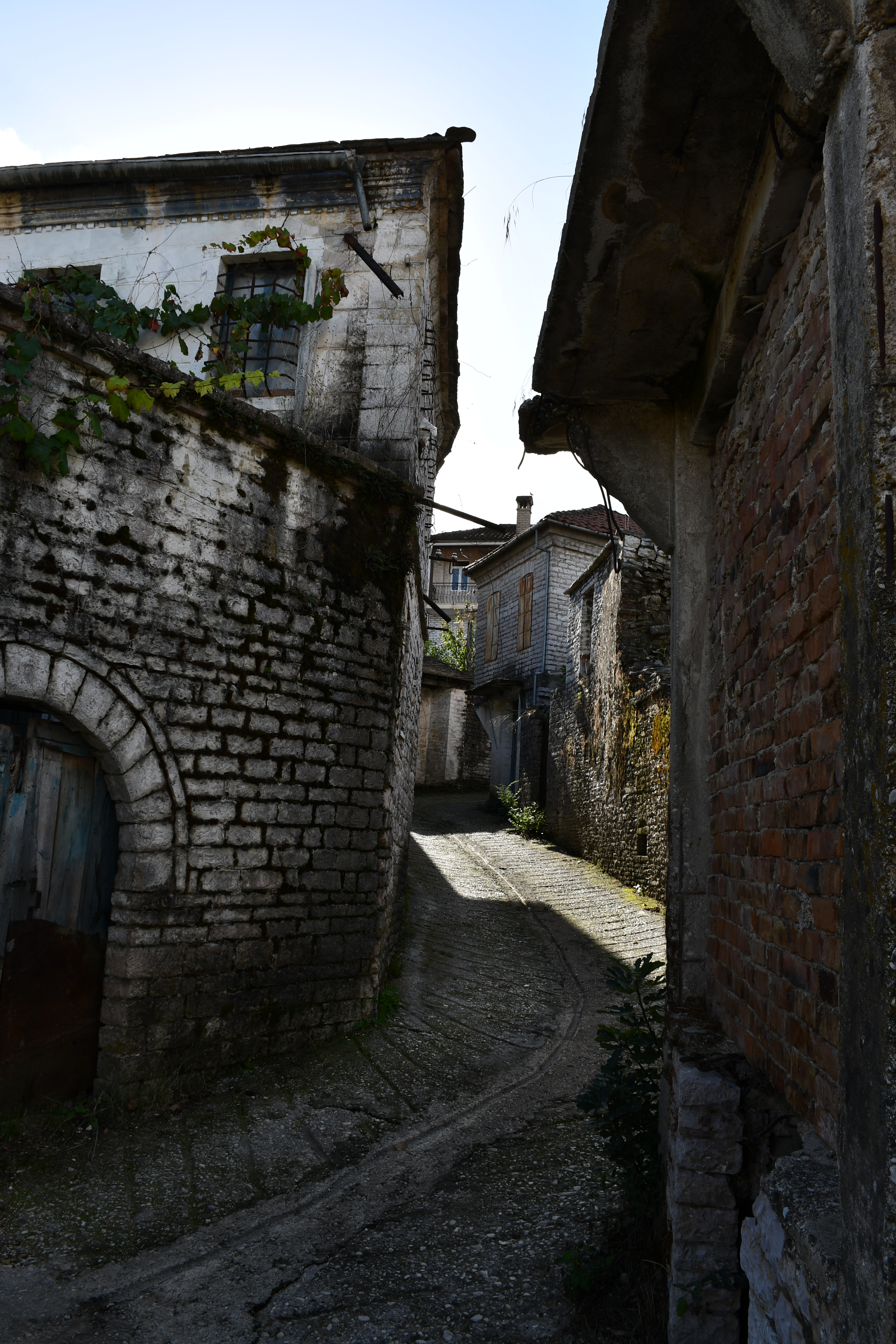

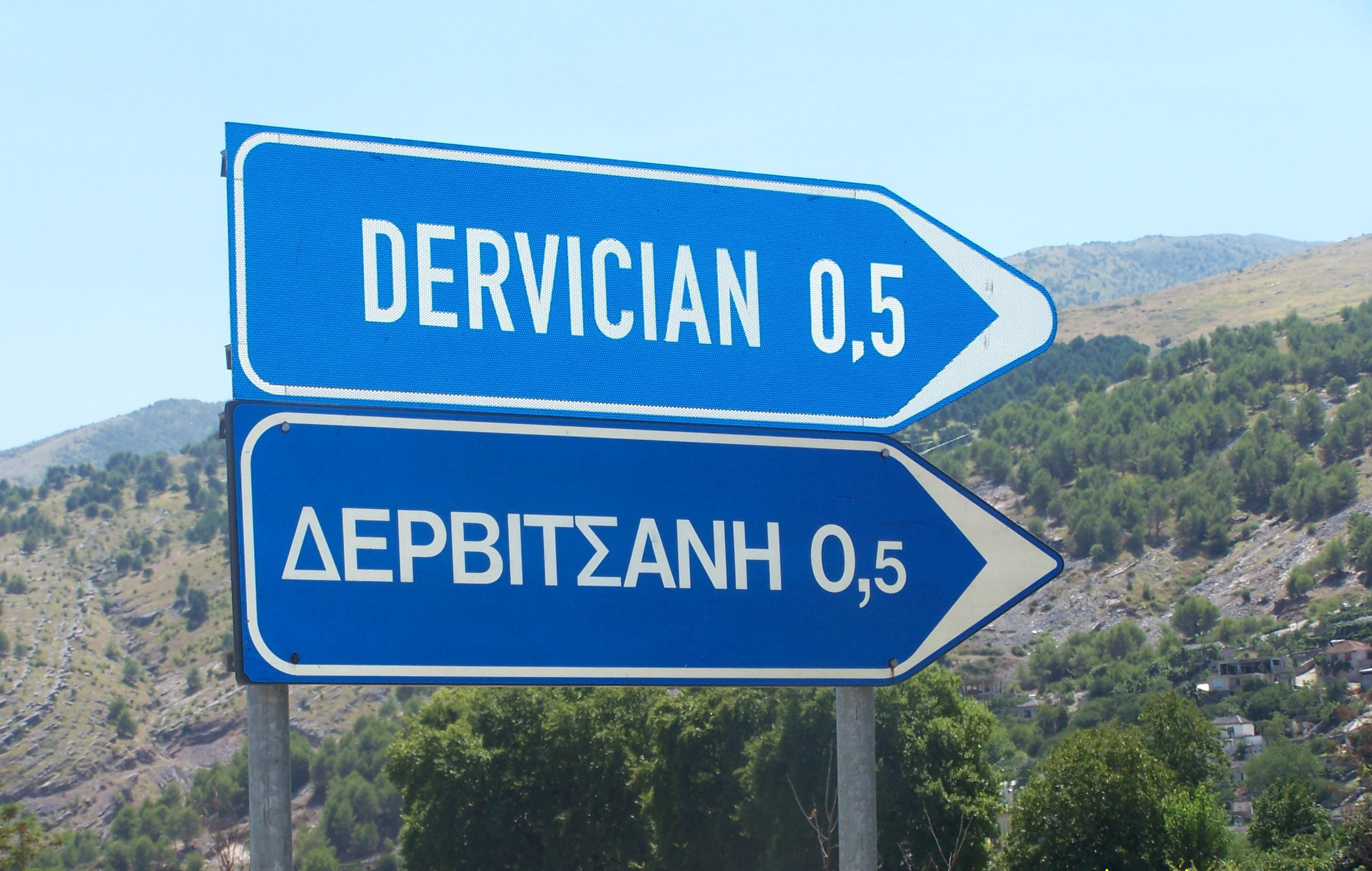
Señal de tráfico en ambos idiomas: en idioma albanés (sin cedilla) y en griego

Derviçan (En griego: Δερβιτσ(ι)άνη, transl:. Dervits(i)áni) es una localidad albanesa del condado de Gjirokastër en el sur de Albania.
En la localidad reside parte de la comunidad helena, los cuales en 1991 fundaron la plataforma política y social: Omónoia.